# La Bernaudeau Junior
La Bernaudeau Junior est une course cycliste française créée en 1994 qui se déroule au mois de mars, sur un terrain vallonné. Organisée par Jean-René Bernaudeau, elle met aux prises uniquement des coureurs juniors (17/18 ans) et fait partie du calendrier international juniors en catégorie 1.1MJ.
L'édition 2020 est annulée à cause de l'épidémie de maladie à coronavirus.

## Palmarès
| Année | Vainqueur                | Deuxième             | Troisième           |
| ----- | ------------------------ | -------------------- | ------------------- |
| 1994  | Gregory Chamard          | Yoann Foucher        | Pedro Voisine       |
| 1995  | Olivier Pairé            | Nicolas Garineau     | Benoît Gascougnole  |
| 1996  | Cyril Bastière           | Benoît Génauzeau     | Jean-Charles Cayla  |
| 1997  | Fabrice Salanson         | Franck Havidic       | Rémy Mathieu        |
| 1998  | Jonathan Kern            | Eddy Lembo           | Christophe Kern     |
| 1999  | Mathieu Lamothe          | Samuel Ardouin       | Sébastien Morvan    |
| 2000  | Pierre Boutholeau        | David Migne          | Giovanni Bernaudeau |
| 2001  | Willy Perrocheau         | Mathieu Perget       | Alexandre Pichot    |
| 2002  | Julien Loubet            | Mickaël Delage       | Stéphane Poulhiès   |
| 2003  | Kristof Vandewalle       | Gianni Meersman      | Mickaël Delage      |
| 2004  | Pieter Vanspeybrouck     | Nikolas Maes         | Rob Krijnen         |
| 2005  | Frederiek Nolf           | Julien Berreterot    | Jérôme Baugnies     |
| 2006  | Jan Ghyselinck           | Romain Sicard        | Thomas Bonnin       |
| 2007  | Loïc Desriac             | Thomas Bonnin        | Romain Cherruault   |
| 2008  | Flavien Tortay           | Anthony Pavoine      | Nicolas Chollet     |
| 2009  | Florent Serry            | Jorne Carolus        | Arnaud Démare       |
| 2010  | Pierre-Henri Lecuisinier | Bryan Coquard        | Florian Delagneau   |
| 2011  | Geoffrey Millour         | Florian Sénéchal     | Adrien Legros       |
| 2012  | Thibault Nuns            | Piotr Havik          | Dylan Kowalski      |
| 2013  | Clément Barbeau          | Mathieu Pellegrin    | Vincent Ginelli     |
| 2014  | Théo Nicolas             | Cyril Bordes         | Martin Palm         |
| 2015  | Pascal Eenkhoorn         | Enzo Bernard         | Kévin Perret        |
| 2016  | Tanguy Turgis            | Matthieu Legrand     | Tristan Monchamp    |
| 2017  | Maxime Bonsergent        | Jérémy Frehen        | Mathieu Warée       |
| 2018  | Hugo Page                | Gauthier Navarro     | Colin Jacquemin     |
| 2019  | Loris Trastour           | Jago Willems         | Pedro Silva         |
| 2020  | annulé                   | annulé               | annulé              |
| 2021  | Jan Kino                 | Tyson Borremans      | Thibaud Gruel       |
| 2022  | Menno Huising            | Ronan Augé           | Hans Rullier        |
| 2023  | Titouan Fontaine         | Thibo Van den Abeele | Hugo Tapiz          |
| 2024  | Leonardo Meccia          | Enea Sambinello      | Johan Chardon       |
| 2025  | Édouard Claisse          | Cas De Smeyter       | Johan Blanc         |